# Grevskabet Bregentved
Grevskabet Bregentved var et dansk grevskab oprettet 31. marts 1750 for Adam Gottlob Moltke af hovedgårdene Bregentved, Turebyholm, Juellinge, Alslevgård, Tryggevælde og Sophiendal. Grevskabet blev opløst ved lensafløsningen i 1922.

## Lenets besiddere
- 1750-1792: Adam Gottlob lensgreve Moltke (10. november 1710 – 25. september 1792), gehejmeråd
- 1792-1818: Joachim Godske lensgreve Moltke (27. juli 1746 − 5. oktober 1818), gehejmestatsminister
- 1818-1864: Adam Wilhelm lensgreve Moltke (25. august 1785 – 15. februar 1864), premierminister
- 1864-1875: Frederik Georg Julius lensgreve Moltke (27. februar 1825 – 1. oktober 1875), udenrigsminister
- 1875-1922: Frederik Christian lensgreve Moltke (20. august 1854 – 23. oktober 1936), medlem af Landstinget